# Regio corpo truppe coloniali della Somalia italiana
Il Regio corpo truppe coloniali della Somalia italiana è stato un corpo coloniale del Regio esercito italiano, dipendente dal governatore della colonia della Somalia italiana.

## Storia
I primi accordi tra il governo italiano ed il sultanato di Zanzibar per la penetrazione commerciale della costa somala risalgono al 1885, con la missione della RN "Barbarigo". I porti della costa vennero dati in affitto alla compagnia privata Filonardi ed alla Società commerciale italiana del Benadir, appositamente costituite. Il 12 agosto 1892 fu seguito da un accordo tra l'Italia e Regno Unito (il sultanato di Zanzibar era un protettorato britannico) con il quale i porti di Merca, Brava, Mogadiscio e Uarsceik vennero affittati direttamente dal governo del Regno d'Italia per 25 anni, che le subaffittò alle due compagnie private. I primi corpi armati privati organizzati furono istituiti nel dicembre del 1903 dalla Società del Benadir, con il Corpo delle guardie del Benadir, su sei compagnie di indigeni, guidate da arabi, yemeniti o italiani. L'attività delle compagnie commerciali e la politica anti-schiavista italiana portarono allo scontro con la tribù dei Bimal. Il corpo, tra il 1904 ed il 1904 liberò Merca, Gelib, Mellet dai guerrieri Bimal.
Nel 1905 il governo italiano acquistò definitivamente il Benadir per 144 000 sterline ed affittò la baia di Chisimaio dai britannici. Il territorio divenne quindi ufficialmente colonia italiana e fu fatto un accordo con i locali sultani somali, che accettavano la protezione italiana.  Iniziava in questo modo la cosiddetta Pacificazione della Somalia italiana.
Di conseguenza nel gennaio del 1906 venne costituito il Regio corpo truppe indigene del Benadir, impegnato l'anno successivo vittoriosamente contro i Bimal a Danane e contro razziatori abissini a Lugh. Nel 1908, con la costituzione della Somalia Italiana, il corpo assunse la denominazione definitiva di Regio corpo truppe coloniali della Somalia italiana. Questo comprendeva un comando, un reparto di zaptié, 5 compagnie indigene ed una compagnia di cannonieri indigeni.
I ribelli Bimal furono nuovamente sconfitti a Dongab ed a Danane dai 500 àscari del capitano Vitali, supportati dalla RN "Staffetta". Tra l'11 ed il 12 luglio 1908 il maggiore Antonino Di Giorgio liberò la città di Merca, scontrandosi successivamente con i ribelli somali a Merére ed occupando Afgoi. In seguito alla serie di vittorie, il sultano di Ghelédi si sottomise al governo coloniale insieme con 5 000 armati.
Negli stessi anni, la guerra tra i britannici e lo Stato Derviscio del "mullā pazzo" Mohammed Abdullah Hassan coinvolse marginalmente anche la colonia e le forze italiane fino al 1920. Nel frattempo la guerra italo-turca interessò la colonia con le scaramucce di Balad (gennaio 1912) e Scidle (marzo 1912). Proseguiva inoltre la penetrazione italiana nei territori tra il Giuba e lo Uebi Scebeli, con l'occupazione di Uànle Uén, Bur Acaba, Baidoa.
Nel dicembre 1918 il RCTC della Somalia italiana subì un riordino, che stabilì l'organico a 4 000 effettivi organizzati in 10 compagnie di àscari, sezioni mitragliatrici ed una compagnia cannonieri. Nel 1923 le compagnie arabo-somale erano state riorganizzate in tre "battaglioni arabo-somali", su modello di quelli eritrei.
La regione dell'Oltregiuba, in base all'art. 13 del Patto di Londra, fu ceduta al Regno d'Italia col protocollo italo-britannico del 15 luglio 1924 dietro indennizzo annuo al sultano di Zanzibar di 1 000 sterline oltre al pagamento di 25 000 sterline una tantum. La Colonia dell'Oltre Giuba fu colonia italiana autonoma dal 16 luglio 1924 al 31 dicembre 1926, sotto il mandato di governatore Corrado Zoli, che aveva alle sue dipendenze il Corpo provvisorio d'occupazione dell'Oltre Giuba. In seguito l'Oltregiuba fu incorporata nella confinante colonia della Somalia italiana il 30 giugno 1926. Quando nel 1926 il Corpo provvisorio d'occupazione dell'Oltre Giuba venne sciolto, le truppe confluirono nel RCTC della Somalia italiana ed i battaglioni salirono a 6.
Nel gennaio 1925 venne istituita la specialità dei dubat, fanteria irregolare somala, arruolata su direzione del maggiore Camillo Bechis. Il nome significa "turbanti bianchi", a causa del copricapo che, insieme ad una gonna ("futa") ed una stola di traverso sul torace, tutti di stoffa rigorosamente bianca, ne costituivano l'abbigliamento. Organizzati in bande armate di confine, erano armati di Mannlicher di preda bellica austro-ungarica e dotati di equipaggiamento leggerissimo, per potersi spostare il più velocemente possibile, senza rifornimenti, che si procuravano sul posto. Furono costituite anche alcune bande di dubat cammellati, montati su dromedari.
Esigenze di bilancio imposero altre riorganizzazioni nel 1929 e poi nel 1931, con riduzione a quattro battaglioni arabo-somali, ognuno su tre compagnie ed una compagnia mitragliatrici.
Nel 1934, in vista dell'invasione dell'Etiopia, il RCTC della Somalia italiana fu riorganizzato e rafforzato, mobilitando 12 battaglioni arabo-somali e 6 gruppi bande dubat; esso costituì un Corpo indigeni somali, al comando del generale Luigi Frusci, inserito nel comando delle forze armate della Somalia italiana del generale Rodolfo Graziani insieme al Settore "Somalia Occidentale" del generale Carlo Geloso, con compiti di presidio.

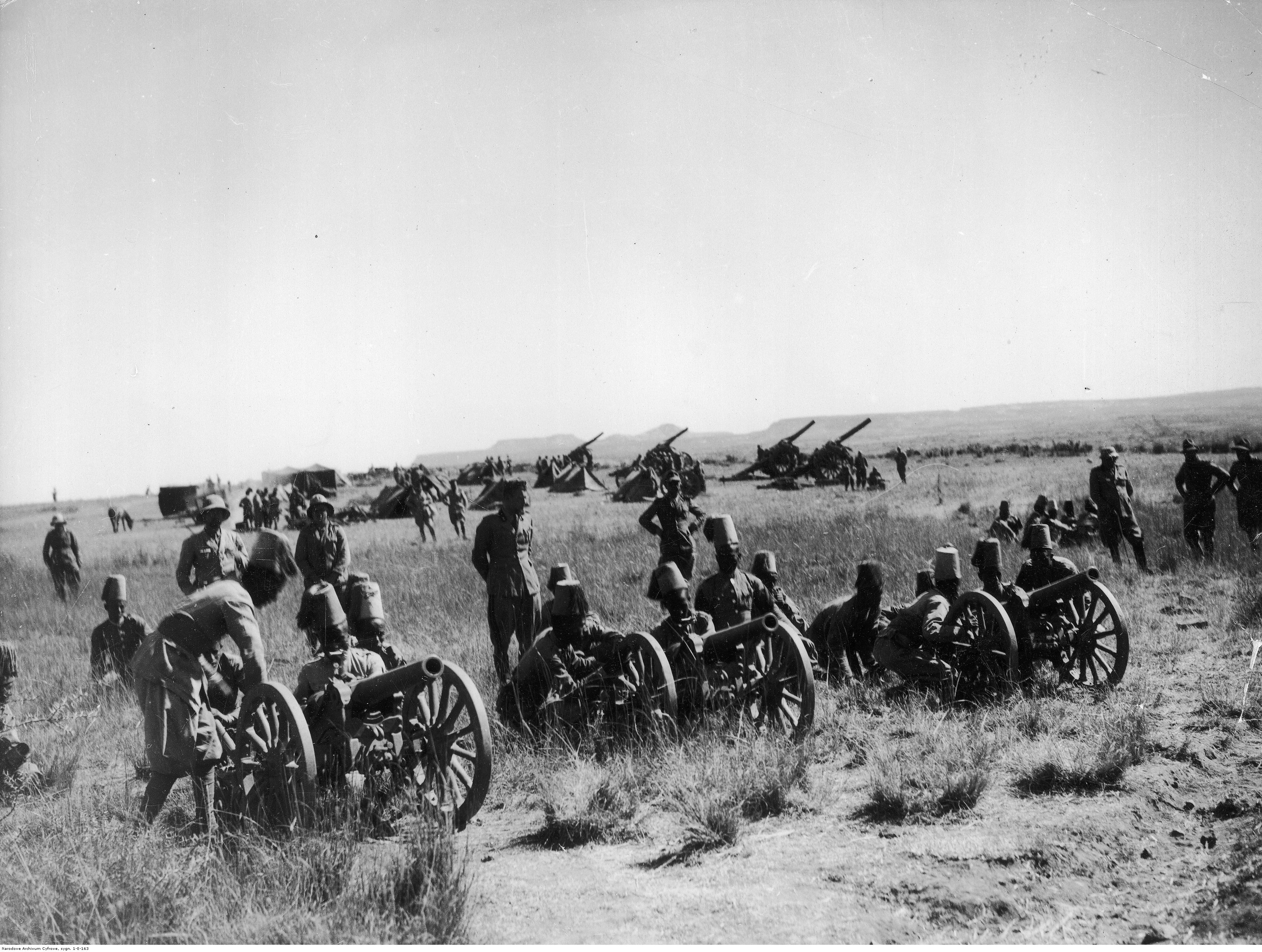
Ascari somali inquadrati nell'artiglieria italiana nel 1936 durante la guerra d'Etiopia

Sul fronte sud della guerra d'Etiopia, mentre Badoglio era impegnato nella prima battaglia del Tembien, le truppe di ras Destà mossero verso Dolo per attaccare l'armata di Rodolfo Graziani. A Graziani era stato ordinato di mantenere una difesa attiva al fine di mantenere impegnato nel sud il maggior numero di truppe nemiche e di non passare all'offensiva. Prontamente informato del movimento delle truppe di ras Destà, lo attese pronto allo scontro. Il 20 gennaio 1936 Graziani occupò la città di Neghelli. Dopo la vittoria su ras Destà, contro Graziani furono schierate le truppe abissine al comando di Wehib Pascià, un generale turco al servizio dell'imperatore etiopico. Wehib cercò di attirare Graziani in una trappola facendolo spingere il più possibile nel deserto dell'Ogaden. Ma nello svolgere tale operazione i reparti italiani ed il Corpo indigeni somali inflissero gravissime perdite agli abissini da far fallire l'operazione e da mettere a repentaglio la stessa sopravvivenza dell'armata abissina. In aprile le truppe italo-somale di Graziani poterono così occupare Harar, Dagahbùr e Dire Daua.
Le operazioni della guerra d'Etiopia furono le ultime del RCTC della Somalia italiana in quanto tale, poiché dopo la proclamazione dell'Impero fu fuso con quello dell'Eritrea nelle Forze armate dell'Africa Orientale Italiana.

## Forze
Regio corpo truppe coloniali della Somalia italiana al dicembre 1918
- Comando RCTC della Somalia (Mogadiscio)
- Commissariati regionali
- Residenze
- 9 compagnie arabo-somale
- 1 compagnia amhara
- 16 sezioni mitragliatrici someggiate
- 1 compagnia cannonieri indigeni
- 1 compagnia specialisti genio
- Direzione di artiglieria
  - magazzini di artiglieria
  - laboratorio militare di artiglieria
- Direzione di sanità
  - infermerie coloniali
- Ufficio di veterinaria
- Ufficio di commissariato
  - magazzino viveri, vestiario ed equipaggiamento
  - tribunale militare
- Ufficio trasporti
  - 1 sezione automobilisti
  - 1 nucleo scuola automobilisti

Corpo provvisorio d'occupazione dell'Oltre Giuba al gennaio 1923
- comando
- 1 corpo zaptié
- 6 battaglioni arabo-somali
- 1 compagnia presidiaria
- 2 squadriglie autoblindate
- 1 reparto deposito
- 1 compagnia cannonieri indigeni
  - 7 sezioni cammellate
- 10 sezioni artiglieria da posizione

Regio corpo truppe coloniali della Somalia italiana al luglio 1926
- Comando RCTC della Somalia (Mogadiscio)
- Comando d'artiglieria
- 1 corpo di zaptié
- 6 battaglioni arabo-somali
- 2 squadriglie autoblindo
- 1 compagnia presidiaria
- 1 reparto deposito
- 7 sezioni di artiglieria cammellata
- 1 compagnia cannonieri (da 70/15)
- 10 sezioni di artiglieria da posizione
- 1 magazzino viveri, vestiario ed equipaggiamento

Regio corpo truppe coloniali della Somalia italiana al dicembre 1934
- Comando RCTC della Somalia (Mogadiscio)
- Comando tattico
- Comando d'artiglieria
- 4 comandi di raggruppamento arabo-somalo
- I battaglione arabo-somalo
- II battaglione arabo-somalo
- III battaglione arabo-somalo
- IV battaglione arabo-somalo
- V battaglione arabo-somalo
- VI battaglione arabo-somalo
- VII battaglione arabo-somalo
- VIII battaglione arabo-somalo
- IX battaglione arabo-somalo
- X battaglione arabo-somalo
- XI battaglione arabo-somalo
- XII battaglione arabo-somalo
- Raggruppamento bande dubat
  - 6 gruppi bande dubat
- 5 reparti mitraglieri indigeni
- 1 gruppo artiglieria motorizzata
  - 3 batterie
- 8 sezioni artiglieria da posizione (da 70/15)
- 7 batterie artiglieria cammellata
- 1 battaglione carri veloci
  - 3 compagnie carri veloci (con CV33)
  - 1 sezione autoblindomitragliatrici (con Fiat 611)
- 1 compagnia mista genio
- 1 autoreparto
- servizi di corpo

Corpo indigeni somali - generale Luigi Frusci
- I battaglione arabo-somalo
- II battaglione arabo-somalo
- III battaglione arabo-somalo
- IV battaglione arabo-somalo
- V battaglione arabo-somalo
- VI battaglione arabo-somalo
- Raggruppamento bande dubat
  - 6 gruppi bande dubat
- 1 gruppo artiglieria motorizzata
- 7 batterie artiglieria cammellata
- 1 compagnia mista genio
- servizi di corpo

Settore "Somalia Occidentale" - generale Carlo Geloso
- 13 compagnie presidiarie somale
- 8 sezioni artiglieria da posizione (da 70/15)
- servizi di settore

## Uniformi e distintivi
L'uniforme degli àscari arabo-somali era composta dal tarbush in feltro rosso con fiocco e fregio a seconda della specialità e ripetizione dei gradi; da un camicione bianco lungo fino al ginocchio; da un giubbetto a mezzavita in tela; pantaloni ("senafilò") stretti, al ginocchio; gambali in tela grezza chiusi lateralmente da 9 bottoncini; fascia distintiva ("etagà") di lana colorata, lunga 2,5 metri e larga 40 cm. Il colore della fascia e quello del fiocco del tarbush identificavano i reparti: era cremisi nel I Battaglione arabo-somalo, verde nel II, scozzese nel III, roassa nel IV, azzurra per il V, viola con fiocco nero per il VI Battaglione arabo-somalo. Con l'aumento dei reparti aumentarono le combinazioni di colori, a strisce verticali, orizzontali e, per gli squadroni cavalleria indigeni, scozzesi; per questi ultimi la fascia decorava anche il tarbush o il turbante, insieme ad una penna di falco. Gli stessi colori erano ripresi sulla filettatura delle controspalline degli ufficiali nazionali che guidavano i reparti. Oltre a distinguere i reparti, i colori dell'"etagà" e del fiocco identificavano anche le specialità, le armi ed i servizi delle truppe coloniali in forza al RCTC della Somalia. Per esempio per gli zaptié la fusciacca era rossa nell'uniforme ordinaria, azzurra nella grand'uniforme (con turbante) degli zaptié a cavallo; per l'artiglieria colonialie fiocco e fascia erano gialli; blu invece per gli ascari della Regia Marina; neri per le Guardie Carcerari Somale e così via.
Dagli anni venti l'uniforme subì un'evoluzione simile a quella coloniale di nazionali, in tela bianca o cachi, fermo restando il sistema delle fasce distintive. Le fasce mollettiere o i gambali erano spesso indossati sui piedi nudi: infatti, nel rispetto della tradizione, le calzature erano facoltative. Quando presenti potevano essere costituite sia da sandali che da scarponi o stivali d'ordinanza.
I dubat vestivano un turbante bianco, una gonna ("futa") intorno alla vita ed una stola di traverso sul torace, tutti di stoffa rigorosamente bianca, con cartuccere di cuoio naturale.
I gradi ed i distintivi erano portati su un triangolo di panno nero sulla spalla e sul tarbush.

## Onorificenze
Regio Corpo Truppe Coloniali della Somalia